# بنو كلاب
بنو كلاب هي قبيلة عربية كانت قد سادت على وسط الجزيرة العربية في أواخر عصر ما قبل الإسلام. لقد كانت فرعًا رئيسيًا لقبيلة بنو عامر بن صعصعة، وكانت بالتالي من شمال الجزيرة العربية أو القيسية. أثناء وبعد الفتح الإسلامي لسوريا، هاجر رجال قبائل بنو كلاب إلى شمال سوريا. قاد زعيمهم زفر بن الحارث الكلابي ثورة القيسية ضد الخلافة الأموية حتى حصل على السلام مع الأخير عام 691.
حدثت هجرتان جماعيتان أخريان من رجال قبائل كلاب إلى شمال سوريا في القرنين التاسع والعاشر، وكانت الموجة الأخيرة مرتبطة بقحط الجزيرة العربيه. من خلال قوتهم العددية، المبارزة الماهرة والتنقل البدوي، ظهر بنو كلاب باعتباره القوة العسكرية المهيمنة في السهوب الصحراوية شمال تدمر وحول حلب وحمص على حساب القبائل الراسخة وشبه المستقرة. لقد شاركوا في صعود الدولة الحمدانية في أواخر القرن العاشر، لكنهم غالبًا ما تمردوا وشاركوا في نزاعات داخل الأسرة الحاكمة. في أوائل القرن الحادي عشر، تولى رئيس الكلابي صالح بن مرداس قيادة القبيلة وبحلول عام 1025 أنشأ إمارة مقرها في حلب تضمنت معظم مناطق غرب بلاد ما بين النهرين وشمال سوريا. حكمت المرداسيون حلب أكثر أو أقل باستمرار حتى 1080.

## الأصل
كان بنو كلاب فرعًا رئيسيًا في بنو أمير بن صعصعة، وهو اتحاد عربي بدوي كبير، تم ذكره لأول مرة في منتصف القرن السادس. كان سلف بنو كلاب بعضًا من كلاب بن ربيعة بن عمير. كان موطن بنو كلاب الأصلي في وسط نجد، في منطقة كبيرة أصبحت تُعرف باسم هيما داريا. كانت مكان محمي أو محظور، هي منطقة بها بعض النباتات في الصحراء مخصصة لتربية الخيول العربية، والتي على عكس الجمال، تتطلب الماء والنباتات العشبية يوميًا. كانت المنطقة تسيطر عليها قبيلة معينة وكان الوصول إلى هيما مقصورًا على أفراد القبيلة. ظهر أئمة لأول مرة في نجد في القرنين الخامس أو السادس، وأشهرها هي هيما داريا، وفقًا للمؤرخ عرفان شيهد. عند نقطة ما في حقبة ما قبل الإسلام (ما قبل 630)، كان بنو كلاب يسيطر على تسعة أعشار هيما الشرقية.

## الانقسامات

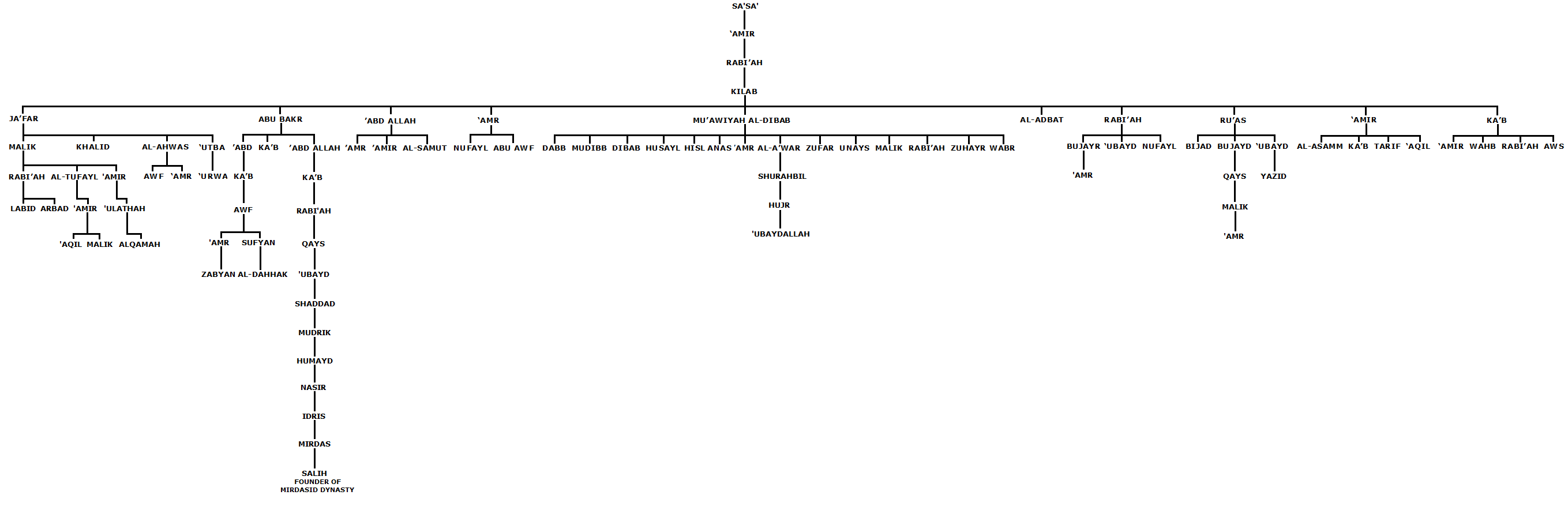
خريطة الأنساب لبنو كلاب

المواقع التقريبية لبعض القبائل المهمة في شبه الجزيرة العربية في أواخر القرن السادس. يشار إلى بانو كلاب في الربع الجنوبي الغربي من شبه الجزيرة.

كان هناك ما لا يقل عن عشرة أقسام من الطبقة الأولى من بنو كلاب، كل منها يحمل اسم ابن كلاب بن ربيعة. هم: عبد الله، أبو بكر، آل أدابة، أمير، عمرو، جعفر، كعب، معاوية الضباب، رابعة ورواس. وفقًا للمؤرخ ورنر كاسكل، فإن الانقسامات الرئيسية هي عبد الله وأبو بكر وعمرو وجعفر ومعاوية الضباب. في عصر ما قبل الإسلام، جاء زعماء القبائل البارزين في بنو كلاب من قسم جعفر، ولكن كان أكبر وأقوى فرقة في بنو كلاب أبو بكر. كان عمرو ثاني أكبر الفرق الأخرى وكانت أصغر إلى حد ما.
كان كل قسم يتكون من عدة فروع وقبائل فرعية. عن أبي بكر عبد الله وكعب. وأكبر القبائل الفرعية هي عرار وعوف وربيعة، وكلهم من سلالة كعب بن عبد الله بن أبي بكر. تنتمي سلالة مرداسيد إلى قبيلة رابعة الفرعية. فروع جعفر هي الأحواس، خالد، مالك وعتبة. كان الشاعر العربي المعروف، لبيد بن ربيعة، عضواً في فرع مالك.

## جزيره العرب

### فترة ما قبل الإسلام
كانت موطن بنو عامر الأصلي المنطقة الواقعة بين واحتي تربة ورنية والمنطقة الشمالية منها. هاجرت قبيلة الكلاب من هذه المنطقة شمالاً وشمال غربًا إلى المنطقة القريبة من الدرعية، وفي نهاية المطاف، احتلت قبائلها الفرعية المنطقة الممتدة بين الدرعية والتربة. كانت الوحدة الداخلية بنو كلاب في حقبة ما قبل الإسلام قوية بشكل خاص. يحدها إقليم الكلاب من الشرق قبائل تميم وريباب، ومن الشمال الشرقي بنو أسد، ومن الشمال والغرب الشمال الغربي من قبل بنو غطفان، ومن الجنوب الغربي سليم وهوازن، ومن الجنوب ختام ومختلف اليمنيون القبائل. بخلاف السلطان والهوازين، الذين تربطهم بهم علاقة كلاب، كان الكيل في حالة من القتال المستمر مع بقية القبائل المجاورة.

### عصر النبي محمد
كانوا متورطين في العديد من النزاعات العسكرية معه. أول ما سمع عن خبر هذه المذبحة التي وقعت خلال سرية بئر مَعُونة، وكان حزينًا للغاية وأرسل عمرو بن أمية الضمري وأنصارًا للتحقيق في الأمر برمته. في طريق عودته إلى قرقرة، استقر عمرو بن أمية في ظل شجرة، وانضم إليه رجلان من بنو كلاب. عندما ينامون، قتلهم عمرو على حد سواء، معتقدين أنه من خلال القيام بذلك، كان ينتقم من بعض رفاقه المقتولين. وكان كلاب أيضًا هدفًا سرية أبي بكر الصديق في ديسمبر 628. .أمر النبي محمد هذه الحملة بمهاجمة قبيلة بنو كلاب. (ما لا يقل عن 7 عائلات قتلوا وفقًا لسنن أبو داود) على أيدي المسلمين.
كما أمر النبي محمد بالهجوم عليهم خلال سرية دحاك الكلابي في يونيو 630. بهدف استدعاء قبيلة بنو كلاب لاحتضان الإسلام، اندلع القتال وقتل المسلم شخصًا واحدًا.
أمر محمد أيضًا سرية خالد بن الوليد (دومة الجندل) في أبريل 631؛ لهدم معبود يدعى ود، وعبدته قبيلة بنو كلاب.

## سوريا

### الهجرات المبكرة وقيادة قيس
هاجرت عشائر من فروع بنو الكلاب في أبي بكر وعمرو وعبد الله معاوية وربما جعفر إلى سوريا خلال فترة الفتح الإسلامي لتلك المنطقة في الستينيات وبعدها بفترة وجيزة. هذا يمثل أول موجة كبيرة من الهجرة بنو كلاب إلى سوريا. في حين أن قسم أبو بكر كان أكبر وحدة كلاب في الجزيرة العربية، فقد كان «عمرو» أكبر وأقوى وحدة في سوريا على الأقل حتى القرن التاسع. أسس كلاب نفسه في المنطقة الواقعة غرب وادي الفرات الشمالي في جند قناصرين (منطقة خالكيذا العسكرية). تم جلب العديد من القادمين الجدد من كلاب كقوات من قبل حاكم سوريا، معاوية الأول، في عهد الخليفة عثمان. أسس معاوية فيما بعد الخلافة الأموية وعين قائدًا رئيسيًا لبنو كلاب، زفر بن الحارث، حاكم قناصرين. زفر ينحدر من فرقة عمرو، والتي حسب المؤرخ سهيل زكار، «كان يتميز دائما بموقفه النشط والحرب».
عندما توفي الخليفة الأموي يزيد الأول وخليفته معاوية الثاني في تتابع سريع في 683-684، كانت سوريا في حالة من الفوضى. وسط هذه الظروف، ثار زفر وأعطى ولاءه للخليفة المنافس عبد الله بن الزبير. ثم أرسل قوات عربية من القناصرين لمساعدة اللواء الضاحك بن قيس الفهري المدعوم من قيس ضد الدولة الأموية - كلاب في معركة مرج راهيط بالقرب من دمشق في عام 684، والتي قُتل خلالها الضحاك وطُرد قيس. ونتيجة لذلك، فر زفر إلى بلدة القرقسيا الوسطى في الفرات، وطرد حاكمها الأموي، وحصنها وأقامها كمركز لمقاومة قيس للدولة الأموية. في عام 691، أبرم الخليفة عبد الملك اتفاقية سلام مع زفر حيث انشق الأخير عن ابن الزبير في مقابل منصب بارز في المحكمة الأموية والعسكرية. ابنا زفر، هما هديل وكوثر، اللذان كانا نشطين بشكل خاص في عهد الخلفاء سليمان وعمر الثاني، اعتُبروا قادة بارزين للقيود وكانوا يحظون باحترام كبير من قبل الخلفاء.

### السيطرة على شمال سوريا
في عام 750 خلف العباسيون الأمويين. بعد قرن من الزمان، في عهد الخليفة المتوكل، بدأ القانون والنظام في جميع أنحاء سوريا في الانهيار، وتسارعت هذه العملية في السنوات التي تلت وفاته. مهد الفراغ السياسي والثورات المتكررة الطريق أمام بنو اكلاب لتعزيز نفوذهم في شمال سوريا. في وقت ما خلال القرن التاسع، هاجرت الموجة الرئيسية الثانية من رجال قبائل كلاب، من المحتمل أن تكون من فرقة عمرو، إلى المنطقة من شبه الجزيرة العربية. بحلول الوقت الذي غزا فيه أحمد بن طولون، حاكم مصر العباسي الاسمي، سوريا في عام 878، أسس «كلاب... كقوة يجب حسابها»، بحسب المؤرخ كمال صليبي. في عام 882، قدم الكلاب مساعدة بالغة الأهمية لابن طولون في قمعه لانتفاضتين، الأولى بقيادة أمير العباسي والثانية حاكم طولونيد المتمرد في شمال سوريا. يبدو أن كلا التمردين كانا مدعومين من قبل القبائل العربية القديمة والعشائر الفلاحية التي تعرضت أراضيها للكلاب.
ثبتوا بنو اكلاب بحزم كقبيلة سائدة في المنطقة الواقعة شمال سهول بالميرين وغرب الفرات في أوائل القرن العاشر الميلادي. في ذلك الوقت، غزت موجة كبيرة ثالثة من المهاجرين كلاب، معظمهم من منطقة أبو بكر، شمال سوريا؛ يحدد مؤرخ حلب في القرون الوسطى ابن العديم تاريخ غزو الكلاب في عام 932 ويذكر أن رجال القبائل جاءوا إلى حد كبير من قبائل أبو بكر في صبايا وذيبة. ونتيجة لذلك، جاء أبو بكر ليتفوق على مجموعة عمرو. يكتب زكار أن دخول رجال القبائل الجدد «بلا شك كان له بعض التأثير الكبير على حياة وتنظيم بنو الكلاب» في سوريا، ولكن «من الصعب جدًا، إن لم يكن من المستحيل، العثور على أي معلومات موثوقة بشأن هذا».
ربما يكون غزو كلاب في القرن العاشر قد تم تشجيعه أو دعمه بشكل مباشر من قِبل حركة القرامطة المتمركزة في شرق الجزيرة العربية. قام القرامطيون، الذين تتألف قواتهم إلى حد كبير من القبائل البدوية، بسلسلة من الغزوات ضد سوريا في القرن العاشر، الأولى التي حدثت في 902. في ذلك الوقت، شهدت القبائل العربية في سوريا وبلاد ما بين النهرين نموًا سكانيًا ملحوظًا، والذي تزامن مع ارتفاع أسعار الحبوب. هذا، وفقًا للمؤرخ تيري بيانكيس، جعل القبائل «عرضة للدعاية القرمتية التي تدين ثروات السكان السنة في المناطق الحضرية وترف قوافل الحج». كثيرا ما داهمت القبائل الأراضي الزراعية في حماة ومعرة النعمان والسلمية، لكن رغم ذلك اندمجت بشكل جيد مع سكان الريف بسبب إيمانهم الشيعي الإسلامي المشترك؛ كان القرامطة هم أيضًا من الشيعة، بعد نسخة من الإسماعيلية.
في عام 937، استولى الوافدون الجدد من كلابي على معرة النعمان، ونهبوا الريف المحيط بهم وأسروا حاكمها وحاميتها المحلية بعد مقاومة الأخير منعت هيمنة بدو الكلابي محمد بن طغج الإخشيد، حاكم مصر وجنوب سوريا، من الحكم الفعلي لشمال سوريا، التي غزاها في أواخر الثلاثينيات. قام بتشكيل تحالف مع جزء من الكلاب، حيث قام بتعيين أحمد بن سعيد الكلابي، من قسم عمرو، حاكم حلب في عام 939. في الأشهر التالية، طرد الإخشيديون من شمال سوريا من قبل العباسيين. بين عامي 941 و 944، كان الوضع السياسي في شمال سوريا سائلاً، وفي وقت من الأوقات، احتل الإخشيد شمال سوريا. عين الإخشيد أحمد بن سعيد حاكم أنطاكية وأخوه عثمان حاكم حلب.

### المشاركة مع الحمدانيين

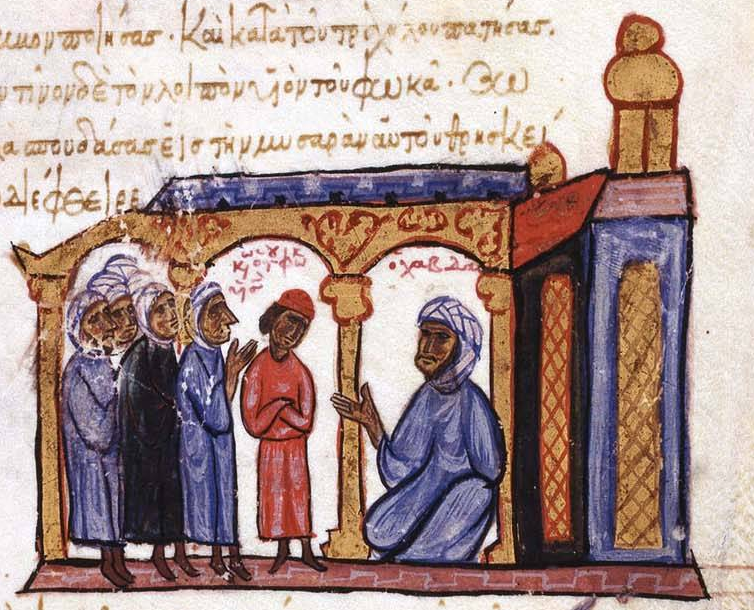
تصوير سيف الدولة ومحكمته. تمكن سيف من السيطرة على حلب من محافظه كلابي، عثمان بن سعيد، بمساعدة مشايخ كلابي المستاءة. كان كلاب عنصرا رئيسيا في جيش السيف وغالبا ما يتمرد ويتصالح مع سيف.

أثار تعيين أحمد وعثمان غيرة مشايخ كلابي الأخرى، الذين سعوا لاستبدال أقاربهم، ودعوا ناصر الدولة، حاكم الموصل الحمداني، إلى غزو حلب بمساعدتهم. دخل سيف الدولة، شقيق ناصر الدولة، حلب في أكتوبر عام 944 واستقبله عثمان، الذي أخذ سيف في جولة في كل قرية من مناطق حلب. يؤكد ابن العظم أن الانقسامات الداخلية بين الكلاب هي التي مكنت سيف من تأسيس نفسه بنجاح في حلب. قام سيف في وقت لاحق بتجنيد رجال قبائل الكلابي في محاولته الفاشلة لغزو جنوب سوريا الخاضع لسيطرة الإخشيد عام 946. ومع ذلك، بسبب الغارات البدوية المستمرة ضد رعاياه، أخرج سيف معظم القبائل من شمال سوريا وإلى بلاد ما بين النهرين العليا. استثناء واضح من عمليات الطرد هذه هو الكلاب، الذي كان القبيلة الوحيدة المأذون لها بالسكن في شمال سوريا. ومع ذلك، كانوا في صراع مع سيف في وقت ما، ولكن بحلول الوقت الذي توفي في عام 967، منح كلاب أمان (العفو).
على مدار القرنين العاشر والحادي عشر، كان الكلاب «يمثل قوة عسكرية منظمة مع سلاح فرسان قوي تم تدريبهم على المبارزة المركبة ولا يخشون مواجهة جيش حكومي في ميدان المعركة»، وفقًا لبيانكيس. يلاحظ الصليبي أن الأصول العسكرية الرئيسية في شمال حلب هي «سرعة حركة البدو» وعلاقاتهم القرابة بالكلاب في بلاد ما بين النهرين العليا. القبيلة «خدمت أولئك الذين دفعوا أكثر وأكثر، في وقت الأزمات، ستبيع صاحب العمل لأعلى مزايد»، بحسب زكار. وهكذا كان الحال مع الحمدانيين وخصومهم. كانت قبائل الكلابي ضالعة في كل صراع حمداني مع الإمبراطورية البيزنطية، وكل انتفاضة ضدهم وفي صراعات داخل الأسرة الحاكمة على إمارة حلب. وفقًا لبيانكيس، «في حالة النصر»، توقع الكلاب على صاحب العمل منحهم اقتراحات (عقارات مدرة للدخل؛ غناء. إقطاعي). كان لخليفة سيف، سعد الدولة، خمسمائة محارب بدوي من عمرو في جيشه في عام 983، مما يشير إلى الحجم الكبير لفرقة كلابي. في هذه الأثناء، كان لباجور، غلام سعد الدولة غلام (الجندي العبد)، وحدته الخاصة من مقاتلي الكلابي عندما قاتل سعد الدولة في عام 991.
في 1008/09، تم استخدام الكلاب بواسطة تحالف بيزنطي مرواني للمساعدة في تثبيت نجل سعد الدولة، أبو الهيجاء، أمير حلب ليحل محل منصور بن لؤلؤ، الحاكم المتحالف مع إمارة الفاطميين. ومع ذلك، تعاونت الكلاب مع الفاطميين وخيانة المروانيون. عندما انقلب الفاطميون على المنصور في عام 1011/12 واكتسبوا وعودًا بدعم كلابي لاستعادة حكم حمدانيد في حلب، خان الكلب الفاطميين. وبالتالي، فإن القبيلة "أنقذت منصور بن لؤلؤ" في مناسبتين بسبب تقاعسها عن العمل"، وفقًا لبيانكويس. بالمقابل، طلب الكلاب من منصور إقطاعات في المراعي الخصبة حول حلب لتربية أغنامهم وخيولهم. للتخفيف من التزاماته تجاه الكلاب، استخدم منصور حيلة حيث دعا 1000 من رجال القبائل الكلابي إلى وليمة في قصره في حلب في 27 مايو 101، فقط لفخ رجال القبيلة والاعتداء عليهم. تم سجن أولئك المدعوين من كلابي الذين لم يذبحوا في زنزانات قلعة حلب.

### صعود صالح بن مرداس

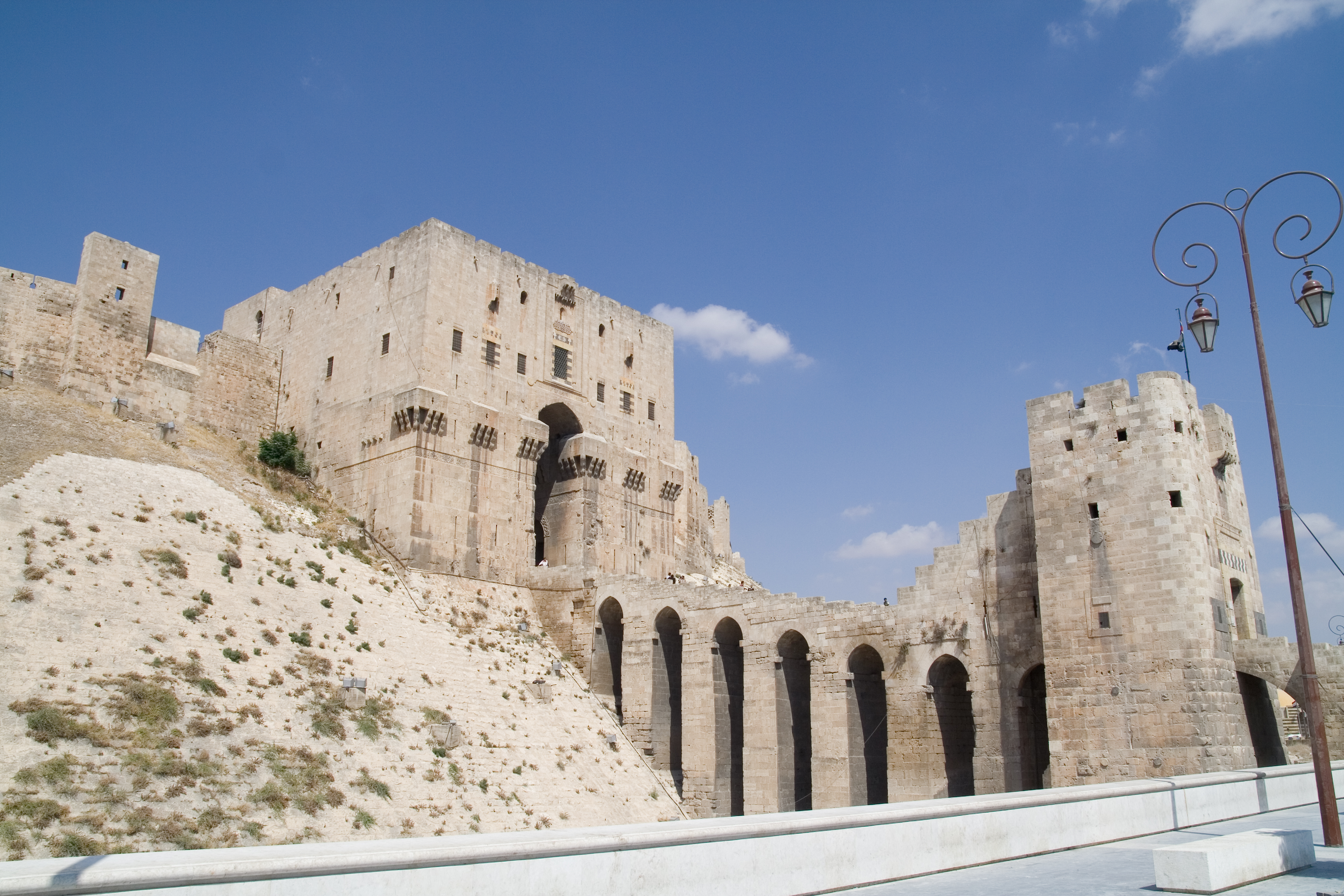
سُجن المئات من رجال القبائل والقبائل في كلابي في زنزانات قلعة حلب (في الصورة) على يد منصور بن لؤلؤي في عام 1012. وبعد عامين، هرب صالح بن مرداس إلى القلعة، واستولوا على منصور واستبدلوه بالسجناء الباقين في كلابي. في 1025، استولى صالح على حلب وجعلها عاصمة لإمارة مرداسيد.

عند سماع تصرفات منصور، شن مقلد بن زايدة، أمير الكلابي من ضواحي حلب، هجومًا على كفرطاب للضغط على منصور؛ ورد الأخير بنقل سجناء كلابي إلى مرافق ذات ظروف أفضل ودفع معاملة مواتية لإخوان مقلد، حميد وجامي. ومع ذلك، بعد مقتل المقلد وأجهض الكلاب حصارهم على كفرتباب، أعاد منصور الأسرى إلى الأبراج المحصنة، حيث تعرض العديد من زعماء قبائل كلابي للتعذيب أو الإعدام أو الموت بسبب ظروف سيئة.
وكان من بين أسرى كلابي صالح بن مرداس، أمير من عائلة سخية تنتمي إلى جماعة أبو بكر التي استولت على الرحبة في 1008/09. تعرض صالح للتعذيب الوحشي والإذلال على أيدي منصور. أجبر منصور بعض زعماء قبائل الكلابي على قبول شروطه وأطلق سراحهم في عام 1013، لكن معظم سجناء الكلابي ظلوا محتجزين، بمن فيهم صالح ، الذي «ازداد جرأته واستياءه»، وفقًا لزكار. هرب صالح من القلعة في عام 1014 وحشد رجال القبائل الباقين على قيد الحياة في معسكراتهم في مرج دابق. اتحد الكيلب خلف صالح، الذي قادهم بعد فترة وجيزة في حصارهم ضد حلب.
اشتبك كلاب مع جيش غلمان في المنصور عدة مرات، وكان منصور قادراً على إلحاق خسائر بالكلاب ونهب جزء من معسكرهم. بتشجيع من هذا، جند المنصور صعوبات محلية، بما في ذلك العديد من يهود ومسيحيي حلب، وواجه محاربي كلابي صالح في ضواحي حلب في 13 أغسطس 1014. هزم كلاب جيش منصور، وقتل حوالي 2000 من غير النظاميين في حلب واستولوا على منصور وكبار قادته. ومع ذلك، لم يتمكن الكلاب من الاستيلاء على حلب، التي دافع عنها إخوان منصور ووالدته. انتهت مفاوضات إطلاق سراح منصور بإطلاق سراح سجناء الكلابي ووعد بتخصيص نصف كلاب لإيرادات حلب. علاوة على ذلك، فقد تم الاعتراف صالح من قبل منصور باعتباره الأمير الأعلى للكلاب.
في السنوات التالية، عزز صالح سلطته على كلاب ووسّع نطاقه ليشمل بلدات حصن الفرات المهمة في منبيج وبالس. لم يمتثل منصور لتعيينه للكلاب من حصته من عائدات حلب، مما أثار غارات كلابي ضد ريف حلب. في عام 1016، هرب منصور من حلب بعد ثورة قائد قلعتها، فتح القلعي. أقنع صالح الفتح بالالتزام بوعود منصور باليكلاب، لكن فتح تنازل حلب أيضًا للفاطميين عن غضب صالح. لم يكن الكلاب قوياً بما يكفي لتحدي الفاطميين، لكن العلاقات الودية أقيمت بين صالح والحاكم الفاطمي، عزيز الدولة. بحلول الوقت الذي تم فيه اغتيال الأخير في عام 1022، كان صالح قد أضاف بلدات رفنية والرقة لإمارة. في عام 1024، تم تشكيل تحالف بين الكلاب وبنو كلب وبنو طيء، أقوى القبائل العربية في وسط سوريا وشرق الأردن، على التوالي. استولت قوات صالح على حلب وإمارة ها في ذلك العام، إلى جانب حمص وبعلبك وصيدا وحصن عكار، بينما ضعفت قبضة الفاطميين على بقية سوريا إلى حد كبير.

### إمارة مرداس
صالح «حقق النجاح في الخطة التي كانت تسترشد به أسلافه الكلابي لمدة قرن من الزمان» مع أسره حلب، بحسب بيانكيس. مع حلب كعاصمة، أنشأ صالح إمارة مرداسيد على غرار دولة إسلامية تقليدية من العصور الوسطى، مع قاضي للإشراف على القضاء، والإدارة المالية ووزير للرقابة على شؤون الدولة. بالإضافة إلى ذلك، تم إنشاء منصب جديد، يُعرف باسم شيخ الدولة (رئيس الدولة)، والذي كان مخصصًا لمصلح صالح الكلابي الموثوق به من قبل صالح، وتم تكليف كل زعيم كلابي بمقاطعة. في عام 1028، تحرك الحاكم الفاطمي في سوريا، أنشتاكين الدزبيري، ضد الكلاب والطيء، بعد أن ضمّن كلاب إلى الفاطميين. مقابل سيطرة طيء/ جراحيد على فلسطين وسيطرة مرداسيد على وسط سوريا، واجه أنوشتكين صالح وأمير جراحيد حسن بن مفارج في معركة الأقحوانة بالقرب من طبريا عام 1029. قتل صالح، واستولى أنوشتكين على السيطرة على مرداسيين الوسطى.

### الهبوط
وفقًا للمؤرخ هيو كندي، بعد سقوط المرداسيين وتزايد تعديهم على المراعي من قبل الجماعات التركمانية، فإن بنو كلاب «اختفى قريبًا تمامًا كقبيلة بدوية». يلاحظ مؤرخ القرن الثالث عشر ابن العديم أن عشائر الكلاب استمرت في السيطرة على بقايا إمارة مرداسيد، وإن كان ذلك بشكل غير رسمي، بعد سقوط مرداسيد. استمرت قبيلة الكلاب في الأقوى والأكثر عددًا في شمال سوريا، لكنها كانت ضعيفة سياسيًا نتيجة لانقساماتها الداخلية وعدم استعدادها للوحدة في عهد الأمير الأعلى. غزت الدولة الأيوبية سوريا في نهاية القرن الثاني عشر، وأنشأ السلطان الأيوبي عادل مكتب أمير العرب (قائد البدو) لحكم القبائل البدوية في سوريا ودمجها في الدولة. تم ترك منطقة الكلاب خارج ولاية أمير العرب إلى أن صدر حكم الأيوبي في حلب، الظاهر (1186-1210)، مصادرة إقطاعاتهم في إمارة حلب ونقلوها إلى الطيء. دفع إجراء الظاهر بعض قبائل الكلابي إلى الهجرة شمالًا إلى الأناضول، بينما بقيت تلك التي بقيت في شمال سوريا متحالفة مع الفضل، منزل الطيء الحاكم وحائزي منصب أمير العرب. سيطر المماليك على معظم المناطق الأيوبيّة في سوريا بحلول عام 1260. في 1262/63، تعاون حوالي 1000 من رجال سلاح الفرسان في كلابي مع الملك الأرمني في غارة على عنتاب المملوكية، في عام 1277، أعطى الكلاب ولاءهم للمملوك السلطان بيبرس في حرام بشمال سوريا.

## الفهرس
- Bianquis, Thierry (1993). "Mirdas". In Bosworth, C. E.; van Donzel, E.; Heinrichs, W. P.; Pellat, Ch. (eds.). The Encyclopaedia of Islam, New Edition, Volume VII: Mif–Naz (بالإنجليزية). Leiden: E. J. Brill. pp. 115–123. ISBN:90-04-09419-9.
- Caskel, W. (1960). "'Amir b. Sa'sa'a". In Gibb, H. A. R.; Kramers, J. H.; Lévi-Provençal, E.; Schacht, J.; Lewis, B.; Pellat, Ch. (eds.). The Encyclopaedia of Islam, New Edition, Volume I: A–B (بالإنجليزية). Leiden: E. J. Brill. ISBN:90-04-08114-3.
- Hiyari، Mustafa A. (1975). "The Origins and Development of the Amīrate of the Arabs during the Seventh/Thirteenth and Eighth/Fourteenth Centuries". Bulletin of the School of Oriental and African Studies. ج. 38 ع. 3. DOI:10.1017/s0041977x00048060. JSTOR:613705.
- Kennedy، Hugh N. (2004). The Prophet and the Age of the Caliphates: The Islamic Near East from the 6th to the 11th Century (ط. Second). Harlow: Pearson Education Limited. ISBN:0-582-40525-4. مؤرشف من الأصل في 2019-08-24.
- Krenkow، F. Kilab b. Rabi'a. ص. 1005. مؤرشف من الأصل في 2020-01-17. {{استشهاد بكتاب}}: الوسيط غير المعروف |موسوعة= تم تجاهله (مساعدة)
- Salibi، Kamal S. (1977). Syria Under Islam: Empire on Trial, 634–1097, Volume 1. Delmar: Caravan Books. مؤرشف من الأصل في 2019-12-15.
- Al-Tabari (1989). Hawting، G. R.؛ Yar-Shater، Ehsan (المحررون). History of al-Tabari Vol. 20, The Collapse of Sufyanid Authority and the Coming of the Marwanids: The Caliphates of Mu'awiyah II and Marwan I and the Beginning of The Caliphate of 'Abd al-Malik A.D. 683-685/A.H. 64-66. Albany: State University of New York Press. مؤرشف من الأصل في 2020-02-15.
- Al-Tabari (1989). Powers، David Stefan؛ Yar-Shater، Ehsan (المحررون). The History of al-Tabari Vol. 24: The Empire in Transition: The Caliphates of Sulayman, 'Umar, and Yazid A.D. 715-724/A.H. 97-105. Albany: State University of New York Press. مؤرشف من الأصل في 2014-01-03.
- Zakkar، Suhayl (1971). The Emirate of Aleppo: 1004–1094. Aleppo: Dar al-Amanah. مؤرشف من الأصل في 2020-02-15.